# Ziemke (Familienname)
Ziemke ist ein deutscher Familienname.

## Herkunft und Bedeutung
Ziemke ist ein aus einer Erweiterung von Ziem mit k-Suffix hervorgegangener Familienname.

Ziemke ist der Familienname folgender Personen:
- Cindy Ziemke, US-amerikanische Politikerin, Mitglied des Repräsentantenhauses von Indiana
- Earl F. Ziemke (1922–2007), US-amerikanischer Militärhistoriker
- Ernst Ziemke (1867–1935), deutscher Gerichtsmediziner
- Kurt Ziemke (1888–1965), deutscher Diplomat
- Sabine Ziemke (* 1970), deutsche Journalistin, Fernseh- und Veranstaltungsmoderatorin und Medientrainerin
- Thies Ziemke (* 1948), deutscher Fondsmanager und Verleger
- Tom Ziemke (* 1969), deutsch-schwedischer Kognitionswissenschaftler